# North Cat Cay
North Cat Cay är en ö i Bahamas.   Den ligger i distriktet Bimini District, i den västra delen av landet, 200 km väster om huvudstaden Nassau.